# إيرين كيم
إيرين كيم (الكورية: 아이린) (بالإنجليزية: Irene Kim) هي عارضة كورية جنوبية وأمريكية، ولدت في 1987 في سياتل في الولايات المتحدة.

## وصلات خارجية
- الموقع الرسمي